# Benjamin Bonjour
Pour les articles homonymes, voir Bonjour (homonymie).
Benjamin Bonjour, né le 19 octobre 1917 à Frenières-sur-Bex et mort le 27 mai 2000 à Frenières-sur-Bex, est un créateur d'art brut suisse.

## Biographie
Benjamin Bonjour est né dans une famille pauvre. Son père, manœuvre, travaille dans diverses usines à Monthey et à Bex et loue ses bras pour des travaux agricoles et forestiers ; il terminera sa carrière aux salines de Bex. Benjamin Bonjour a donc été élevé dans des conditions matérielles très difficiles. Après le décès de sa mère en 1953, il vécut dès lors avec son frère, son père et ses deux sœurs à Bex.
À l'âge de 20 ans, Benjamin fut victime de convulsions (peut-être les symptômes d'une méningite) dont il gardera des séquelles : il marche depuis de manière saccadée et souffre d'un handicap mental dont il se rend compte.
Benjamin fut colporteur et gagna sa vie en démarchant de village en village de menus objets : fils, lacets, aiguilles, savons, linges, tabliers, laines. Parfois, pour gagner quelque argent de plus, il chantait pour les malades. Dès le début des années 1960, il découvre le dessin. Après la mort de son frère aîné (en 1968), qui s'en est beaucoup occupé, il abandonne progressivement son métier pour vivre reclus avec ses deux sœurs au premier étage d'une petite maison à Bex. Mais c'est à l'âge de 60 ans qu'il cesse toute activité professionnelle pour se consacrer entièrement au dessin et au chant ; les promenades et les offices religieux constituent alors ses seules sorties.
Ce n'est qu'une année avant sa mort, grâce à l'amitié et à la considération d'un ancien syndic et professeur de dessin à la retraite, que la ville de Bex organisa une petite exposition et acquit des œuvres de Benjamin Bonjour. Ce fut la seule reconnaissance locale officielle de son œuvre.

## L'œuvre
Benjamin Bonjour commence à dessiner à l'âge de 50 ans. C'est pour occuper ses loisirs qu'on lui donne des cahiers de coloriage russes. C'est de ces cahiers que Benjamin Bonjour reprendra plus tard une partie des thèmes répétitifs de ses dessins : oiseaux, fleurs, képis. C'est de ces cahiers aussi que viendra l'influence des architectures orthodoxes, que l'on retrouve fréquemment dans ses églises ou entassements d'églises.
Benjamin Bonjour utilise tous les supports qu'il trouve ou qu'on lui donne : papiers, cartons, prospectus publicitaires, papier d'ordinateurs, ainsi que les anciens plans de l'autoroute. Il apprécie les formats moyens et lorsque le papier est trop grand, au lieu de le découper, il exécute plusieurs dessins l'un à côté de l'autre ou l'un en dessous de l'autre. Il utilise aussi des pages de calendrier paroissiaux ou publicitaires, dessinant des séries de fleurs sur les surfaces les plus claires, n'hésitant pas à recolorier avec des tons acides et de manière forcenée les illustrations photographiques.
Si, dans les premières années, il dessine facilement avec des crayons de couleur, craies grasses, néocolors et parfois stylo-bille, il finira par n'utiliser que des feutres de couleur, car d'une part, le crayon devient trop pénible à cause de ses tremblements, et d'autre part sa sœur cadette lui interdit l'usage des craies et néocolors, trop salissants à ses yeux.
Il offre volontiers ses dessins car ceux-ci n'ont plus grande importance pour lui une fois terminés. Être exposé à la Collection de l'art brut à Lausanne, au musée du Lagerhaus à Saint-Gall, dans la collection de l'Aracine (maintenant déposée au Musée d'Art moderne Lille Métropole) ou au musée de la Musée de la Création Franche à Bègles, n'a aucune importance pour lui ni pour ses sœurs. Tous trois ne retirent aucun prestige des différentes publications, cartes postales ou cartons d'invitation reproduisant des œuvres de Benjamin. Ce n'est qu'une année avant sa mort, grâce à l'amitié et à la considération d'un ancien syndic et professeur de dessin à la retraite, que la ville de Bex organisa une petite exposition et acquit des œuvres de Bonjour. Ce fut la seule reconnaissance officielle de l'œuvre de Benjamin Bonjour.
Son œuvre est aussi présente dans de nombreuses collections privées et publiques; il est dans  la collection de l'art brut à Lausanne, est exposé dans les collections permanentes du LaM Lille Métropole Musée d'Art moderne, d'Art contemporain et d'Art brut à Villeneuve d'Ascq, au Musée de la Création Franche à Bègles-Bordeaux, au Musée d'art brut de Montpellier ainsi qu'au Musée du Docteur Guislain à Gant, ainsi que dans nombreuses collections privées, dans la collection ABCD à Paris, la  collection Treger-Saint Silvestre au Portugal, la collection Eternod-Mermod  à Lausanne, la collection de Hannah Rieger en Autriche, dans la Collection Charlotte Zander à Bönnigheim, dans la collection Anthony Petullo à Milwaukee,  ou la collection de Korine et Max E. Ammann à Berne. 

En 2013, la municipalité de Bex décide de nommer une petite impasse "ruelle Benjamin Bonjour".

## Expositions

### Expositions personnelles
- 1999 Hôtel de ville de Tuttligen
- 1996 St. Gallen, Museum im Lagerhaus
- 1998 Galerie du Glarey, La Grange, Bex

### Expositions de groupes
- 2025 Power Station of Art, Shangai, "A Walk on the Wild Side: Artworks from the Collection de l’Art Brut and Elsewhere", (catalogue)[15]
- 2022 Collection de l'art brut, "Lausanne, Lives et parcours de vie" (catalogue en anglais et en français)[16]
- 2019 "Art Brut Swiss Made" Aagauer Kunsthaus, Aarau[17]
- 2019  Galerie du Marché, Lausanne, "Architectures II"
- 2018 "Art Brut Swiss Made" Museo Communale d'arte Moderna, Ascona
- 2018 Le Commun, Genève, "K+M Ammann, collectionneurs de monde"
- 2015   Collection de l’art brut, Lausanne, “Architectures” (catalogue)
- 2015  Galerie du Marché, Lausanne, "Brut de Brut"
- 2015 «Die Sammlung Mina und Josef John». St. Gallen, Museum im Lagerhaus
- 2014    Musée de l'abbaye Sainte-Croix (Masc), "collectionneur de monde", (catalogue)[18]
- 2014 Galerie du marché, Lausanne, "Architectures"
- 2012  LaM   Lille Métropole Musée d'Art moderne, d'Art contemporain et d'Art brut, "collectionneur de mondes, oeuvres d’art brut de la collection de Korine et Max E. Ammann", (catalogue)[19].
- 2011Amicalement brut, collection Eternod-Mermod. LaM – Lille Métropole Musée d'Art moderne, d'Art contemporain et d'Art brut, Lille-Villeneuve-d'Ascq, 2011 (Catalogue)
- 2008 «3. Jubiläumsausstellung: Art Brut. Die Collection de l’Art Brut trifft das Museum im Lagerhaus / La Collection de l’Art Brut rencontre le Museum im Lagerhaus». St. Gallen, Museum im Lagerhaus
- 2004 «Bunt ist meine Lieblingsfarbe». Solothurn, Kunstmuseum Solothurn
- 2003 L'Espal, Le Mans, "Lisière",
- 2001 Waldemarsudde Museum, "Solitärer. Sarlingskonst fran Samling Eternod - Mermod," Stockholm, 2001. (catalogue)[20]
- 2000 Kunstmuseum Malmö, "Solitärer. Sarlingskonst fran Samling Eternod - Mermod", Malmö, 2000 (catalogue)[21]
- 1997  Musée de la Création Franche, "collection Eternod-Mermod", Bègles-Bordeaux,(catalogue)[22]

- 1984 "Acquisitions récentes"  collection de l'art brut, Lausanne
- 1980 "Acquisitions" collection de l'art brut, Lausanne]

## Publication
- Daniela Camerin, Benjamin Bonjour, Lausanne, Collection de l'art brut, 1990Article dans L'Art brut N°16

## Filmographie
"Flagrant délire d'imaginaire" de Simon Edelstein, TSR, 29 janvier 1985, 60 minutes, avec  Veli Bleiker, Dernest Liniger, Alois Wey, Jean-Pierre Corpateaux, Philippe Visson, Benjamin Bonjour.